# Karel Čapek
Karel Čapek (tiếng Séc: [ˈkarɛl ˈtʃapɛk] ⓘ; 9 tháng 1 năm 1890 – 25 tháng 12 năm 1938) là nhà văn người Séc lừng danh đầu thế kỷ XX. Ông là người đa tài trong nhiều lĩnh vực như nhà viết kịch, nhà soạn kịch, nhà viết tiểu luận, nhà xuất bản, nhà phê bình văn học, nhiếp ảnh gia và nhà phê bình nghệ thuật. Tuy vậy, ông nổi tiếng nhiều nhất là nhờ mảng văn chương khoa học viễn tưởng gồm cuốn tiểu thuyết Khi loài vật lên ngôi và vở kịch R.U.R. (Các Robot Toàn năng của Rossum), lần đầu tiên giới thiệu từ robot. Ông cũng viết nhiều tác phẩm mang tính chính trị liên quan đến những xáo trộn xã hội trong thời đại mình. Phần lớn đều chịu ảnh hưởng bởi chủ nghĩa tự do thực dụng kiểu Mỹ, ông ra sức vận động ủng hộ tự do ngôn luận và khinh miệt hoàn toàn sự trỗi dậy của chủ nghĩa phát xít và chủ nghĩa cộng sản ở châu Âu.
Čapek từng được đề cử bảy lần cho Giải Nobel Văn học, nhưng ông chưa bao giờ thắng cử. Tuy nhiên, một số giải thưởng được đặt theo tên của ông, như giải thưởng Karel Čapek, được Câu lạc bộ PEN của Séc trao thưởng hằng năm cho tác phẩm văn học góp phần tăng cường hoặc duy trì các giá trị dân chủ và nhân văn trong xã hội. Ông cũng là một nhân vật quan trọng trong việc thành lập Câu lạc bộ PEN Tiệp Khắc như là một phần của PEN Quốc tế. Ông đã chết trong Thế Chiến II do hậu quả của bệnh tật suốt đời, nhưng di sản của ông như là một nhân vật văn học đã được gầy dựng khá tốt sau chiến tranh.

## Tiểu sử

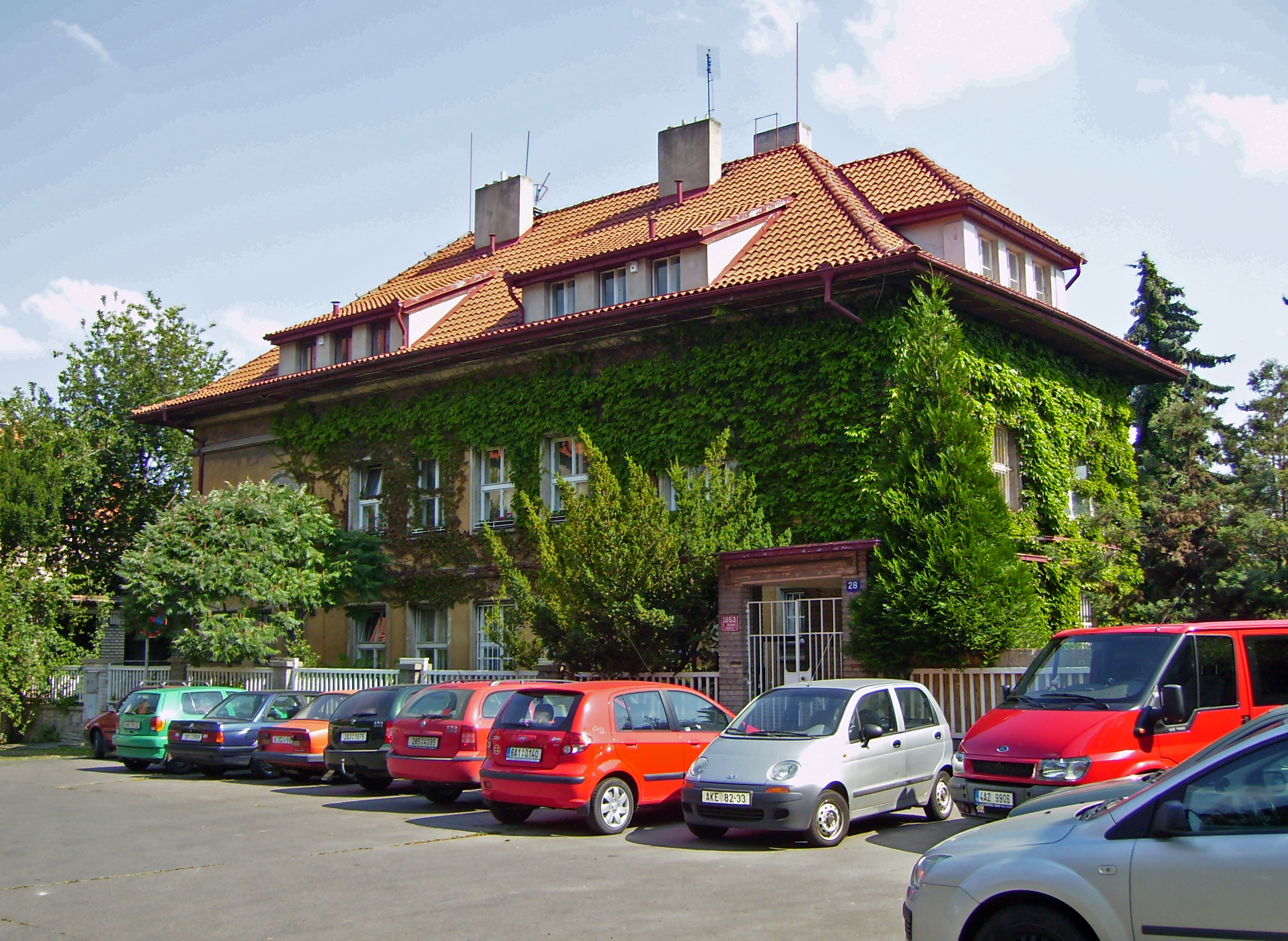
Nhà của anh em Čapek ở Praha số 10, đường Vinohrady

### Thân thế và học vấn
Karel Čapek sinh năm 1890 tại làng Malé Svatoňovice vùng núi xứ Bohemia. Tuy nhiên, sáu tháng sau khi sinh, gia đình Čapek chuyển đến nhà riêng ở khu Úpice. Cha của ông, Antonín Čapek, là bác sĩ tại nhà máy dệt địa phương. Antonín là một người rất năng động; ngoài công việc của một bác sĩ, ông cũng đồng tài trợ cho bảo tàng địa phương và là thành viên của hội đồng thành phố. Dù phản đối quan điểm duy vật và thực chứng của phụ thân, Karel Čapek vẫn yêu mến và ngưỡng mộ cha mình, sau này gọi ông là "một tấm gương điển hình... của thế hệ thức tỉnh tinh thần dân tộc." Mẹ của Karel, Božena Čapková, là một người nội trợ mẫu mực. Không giống như chồng mình, bà không thích cuộc sống ở đất nước này và thường bị những cơn trầm cảm dài hạn. Mặc dù vậy, bà đã cố gắng thu thập và ghi chép lại các tác phẩm văn học dân gian địa phương như huyền thoại, khúc ca hay truyện kể. Karel là con út trong số ba anh chị em. Rồi đây ông sẽ duy trì một mối quan hệ đặc biệt gắn bó với người anh trai Josef, một họa sĩ thành đạt, sống và làm việc với ông trong suốt thời kỳ trưởng thành về sau. Chị gái ông, Helena, là một nghệ sĩ piano tài ba, nhưng sau này trở thành một nhà văn và xuất bản nhiều cuốn hồi ký về Karel và Josef.
Sau khi học xong bậc tiểu học ở Úpice, ông chuyển đến Hradec Králové cùng với bà ngoại, tại đây ông tiếp tục học lên trung học nhưng sau hai năm thì bị đuổi học vì tham gia vào một câu lạc bộ sinh viên bất hợp pháp. Čapek về sau mô tả câu lạc bộ này như là một "xã hội vô chính phủ không giết người." Sau vụ đó, ông dọn sang Brno cùng với chị gái và cố gắng tốt nghiệp trung học ở đó, nhưng sau hai năm nữa lại dời đến Praha hoàn thành bậc trung học tại trường Academic Grammar School vào năm 1909. Trong suốt những năm thiếu niên Čapek bỗng trở nên say mê với nghệ thuật thị giác, đặc biệt là trường phái Lập thể, đã ảnh hưởng đến các tác phẩm sau này của ông. Sau khi tốt nghiệp trung học, ông theo học triết học và thẩm mỹ học tại thủ đô Praha ở Đại học Charles, nhưng ông cũng dành thời gian ở Đại học Friedrich Wilhelm ở Berlin và tại Sorbonne ở Paris. Trong thời gian là sinh viên đại học, ông đã viết nên một số tác phẩm về nghệ thuật và văn học đương đại. Ông lấy bằng tiến sĩ vào năm 1915.

### Thế Chiến I và giai đoạn giữa hai cuộc chiến
Được miễn nghĩa vụ quân sự do các vấn đề tủy sống có thể ám ảnh ông suốt cả cuộc đời, Čapek quan sát Thế chiến I từ Praha. Quan điểm chính trị của ông bị ảnh hưởng mạnh mẽ bởi chiến tranh, và như một nhà báo nảy nở tài năng, ông bắt đầu viết về các chủ đề như chủ nghĩa quốc gia, chủ nghĩa toàn trị và chủ nghĩa tiêu thụ. Thông qua các đoàn thể xã hội, nhà văn trẻ đã có mối quan hệ gần gũi với nhiều nhà lãnh đạo chính trị của quốc gia Tiệp Khắc mới nổi, bao gồm Tomáš Garrigue Masaryk, nhà yêu nước Tiệp Khắc và là Tổng thống Tiệp Khắc đầu tiên, và con trai của ông Jan, về sau trở thành ngoại trưởng. T. G. Masaryk từng là khách mời thường xuyên trong các bữa tiệc ngoài trời "Người đàn ông thứ Sáu" (tiếng Séc: Pátečníci) của Čapek dành cho các trí thức hàng đầu của Séc. Čapek còn là thành viên của mạng lưới chính trị Hrad của Masaryk. Những buổi trò chuyện thường xuyên của họ về các chủ đề khác nhau sau này đã đóng vai trò như là cơ sở cho Cuộc đối thoại với T. G. Masaryk của Čapek.

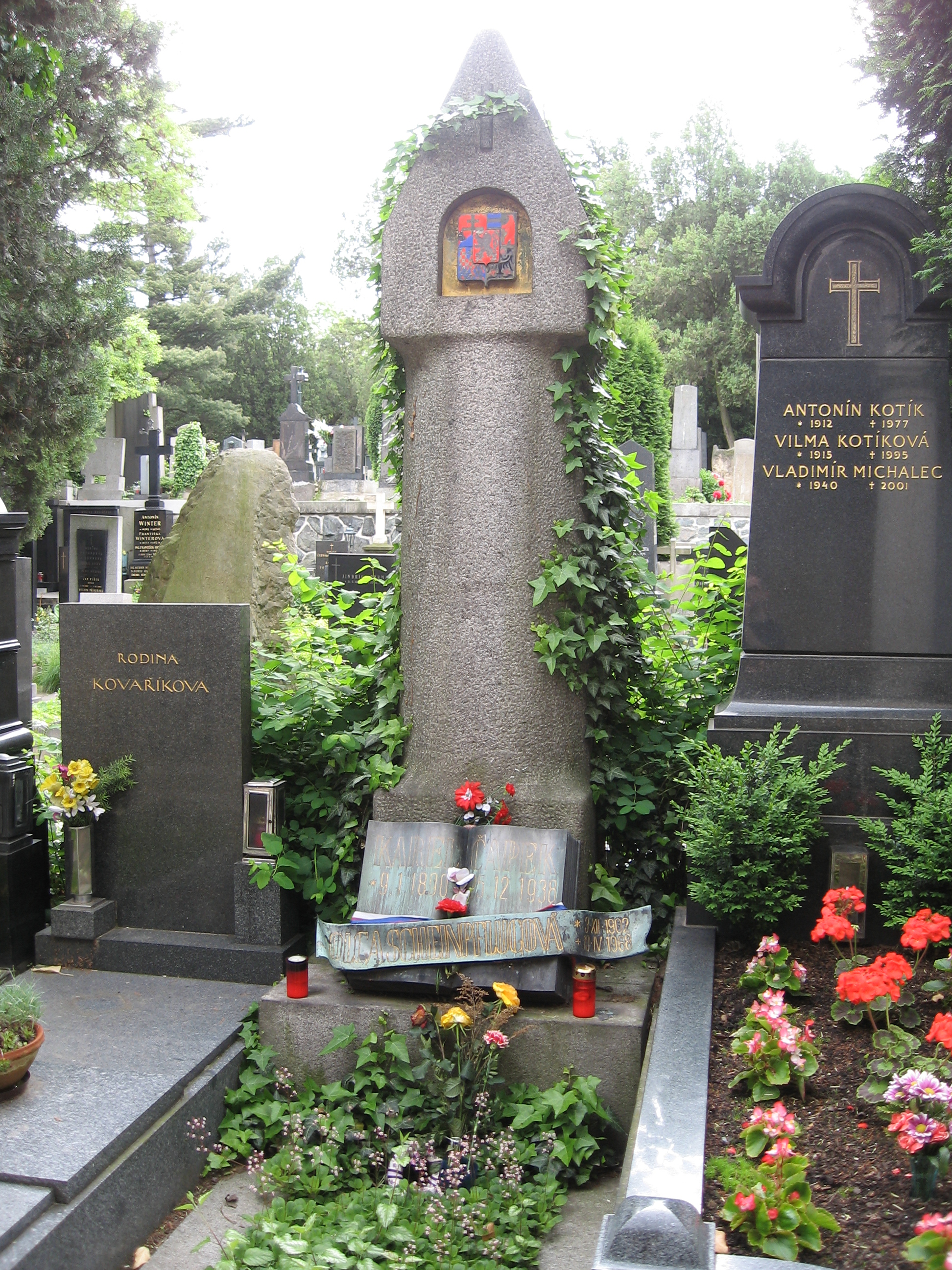
Mộ của Karel Čapek và Olga Scheinpflugová tại nghĩa trang Vyšehrad

Čapek bắt đầu sự nghiệp viết lách của mình như một nhà báo. Nhờ có Josef, ông vào làm biên tập viên cho tờ Národní listy (Báo Quốc gia) của Séc từ tháng 10 năm 1917 đến tháng 4 năm 1921. Khi rời khỏi, ông và Josef đã gia nhập đội ngũ nhân viên của tờ Lidové noviny (Báo Nhân dân) vào tháng 4 năm 1921.
Những cố gắng đầu tiên của Čapek về tiểu thuyết chủ yếu là truyện ngắn và kịch viết chung với anh trai Josef của ông. Thành công quốc tế đầu tiên của Čapek chính là vở kịch R.U.R., một tác phẩm dystopia (phản-không tưởng) về một ngày tồi tệ tại một nhà máy chứa những con android có tri giác. Vở kịch này đã được dịch sang tiếng Anh vào năm 1922, và đã được trình diễn ở Anh và Mỹ vào năm 1923. Trong suốt những năm 1920, Čapek sáng tác nhiều thể loại, cả tiểu thuyết lẫn dòng văn chương phi hư cấu, nhưng chủ yếu hoạt động trong vai trò là một nhà báo. Trong những năm 1930, tác phẩm của Čapek tập trung vào mối đe dọa của chế độ độc tài chủ nghĩa quốc xã và chủ nghĩa phát xít tàn bạo; cho đến giữa những năm 1930, Čapek đã trở thành "một kẻ chống chủ nghĩa phát xít". Ông cũng là thành viên của PEN quốc tế và có công sáng lập kiêm chức chủ tịch đầu tiên của Câu lạc bộ PEN Tiệp Khắc.

### Cuối đời
Năm 1935 Karel Čapek chính thức kết hôn với nữ diễn viên tài hoa Olga Scheinpflugová, sau một thời gian dài quen biết. Năm 1938, rõ ràng là các đồng minh phương Tây, như Pháp và Anh, sẽ không thực hiện được các thỏa thuận trước chiến tranh, và họ từ chối bảo vệ Tiệp Khắc chống lại Đức Quốc Xã. Mặc dù có cơ hội để sống lưu vong ở Anh nhưng Čapek lại từ chối rời khỏi đất nước của mình  – bất chấp thực tế là Gestapo của Đức Quốc Xã đã gọi ông là "kẻ thù công khai số hai". Trong khi sửa chữa thiệt hại do lũ lụt gây ra cho ngôi nhà mùa hè của gia đình ở Stará Huť, ông bị cảm lạnh. Khi phải chịu đựng đau đớn suốt đời vì mắc chứng viêm cột sống và cũng là một người hút thuốc nặng, Karel Čapek chết vì chứng viêm phổi, vào ngày 25 tháng 12 năm 1938.
Thật đáng ngạc nhiên, Gestapo đã không biết rõ về cái chết của ông. Vài tháng sau, ngay sau khi Đức xâm lược Tiệp Khắc, các nhân viên Đức Quốc Xã đã đến tận nhà Čapek ở Praha để bắt lấy ông. Khi phát hiện ra rằng ông đã chết một thời gian trước đó, họ liền bắt giữ và thẩm vấn Olga. Riêng Josef thì bị bắt vào tháng 9 và cuối cùng chết tại trại tập trung Bergen-Belsen vào tháng 4 năm 1945. Karel Čapek và vợ của ông được chôn cất tại nghĩa trang Vyšehrad ở Praha. Dòng chữ viết trên bia mộ ghi: "Nơi đây chôn cất Josef Čapek, họa sĩ và nhà thơ. Đời đời nhớ ơn."

## Sáng tác

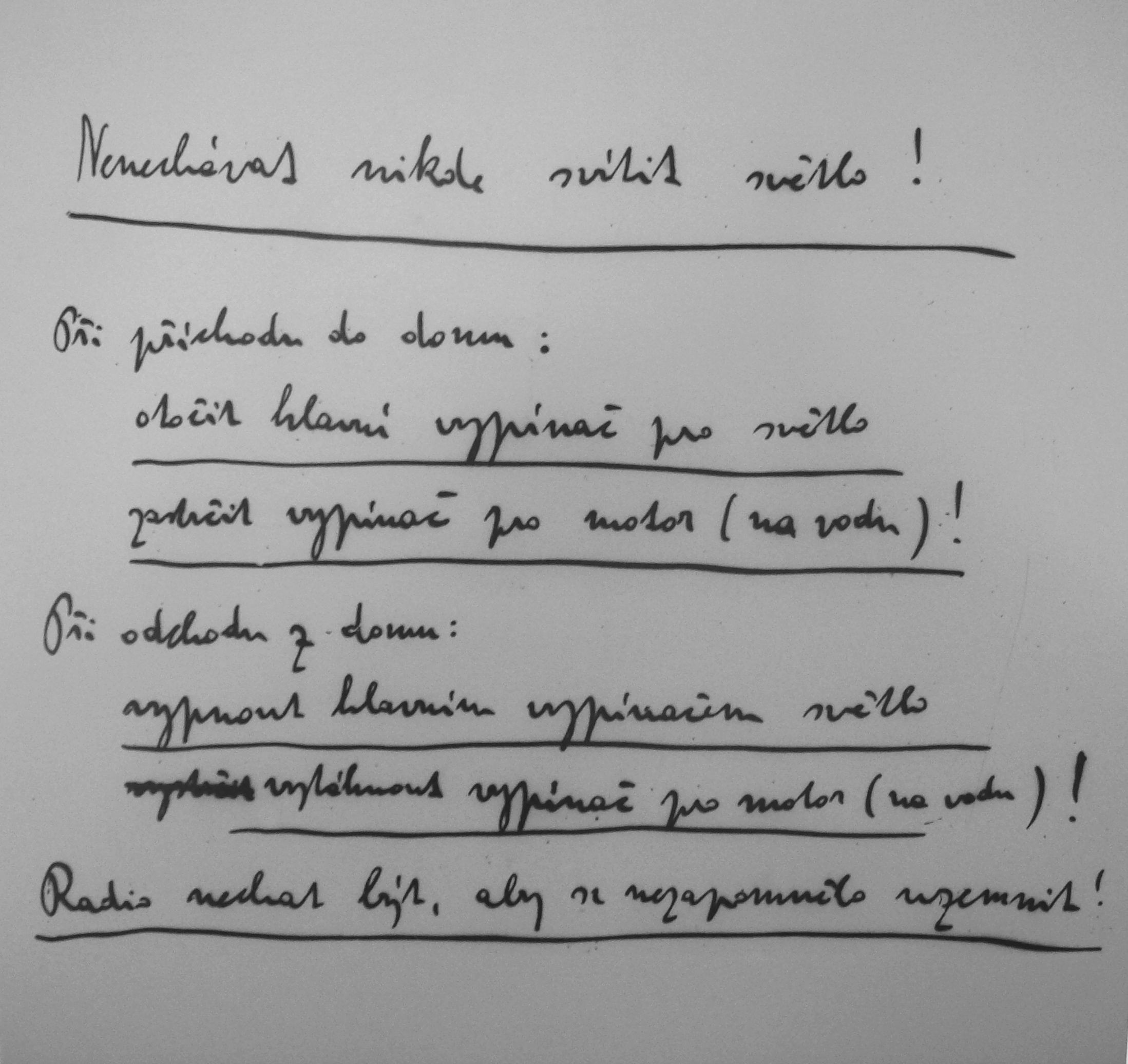
Chữ viết tay của Karel Čapek

Karel Čapek viết bằng sự thông minh và tính hài hước trên nhiều chủ đề khác nhau. Tác phẩm của ông được biết đến với sự mô tả thú vị và chính xác về thực tế. Čapek nổi tiếng nhờ tác phẩm tuyệt vời của mình được viết bằng tiếng Séc. Người ta biết đến ông với tư cách là một nhà văn khoa học viễn tưởng, đã sáng tác trước khi khoa học viễn tưởng trở nên được công nhận rộng rãi như một thể loại riêng biệt. Nhiều tác phẩm của ông cũng thảo luận các khía cạnh đạo đức của những sáng chế và quy trình công nghiệp đã được dự đoán trong nửa đầu của thế kỷ XX. Chúng bao gồm sản xuất hàng loạt, vũ khí hạt nhân và thực thể trí tuệ nhân tạo như robot hay android. Những năm hoạt động hiệu quả nhất của ông là dưới thời Đệ Nhất Cộng hòa Tiệp Khắc (1918–1938).
Čapek cũng bày tỏ sự quan ngại về thiên tai xã hội, chế độ độc tài, bạo lực, sự ngu dốt của con người, quyền lực không giới hạn của các tập đoàn, và lòng tham không đáy. Ông cố gắng tìm kiếm niềm hy vọng và lối ra cho những vấn đề nhức nhối nêu trên. Từ những năm 1930 trở lại đây, tác phẩm của Čapek ngày càng trở nên có khuynh hướng chống chủ nghĩa phát xít, chống quân phiệt, và chỉ trích những gì ông coi là "chủ nghĩa phi lý".
Ivan Klíma trong quyển tiểu sử viết về Čapek, ghi nhận ảnh hưởng của ông về văn học Séc hiện đại, cũng như sự phát triển của tiếng Séc như một ngôn ngữ viết. Čapek, cùng với những người đương thời như Jaroslav Hašek, đã sinh ra một phần của sự phục hưng hồi đầu thế kỷ XX viết bằng tiếng Séc nhờ quyết định sử dụng ngôn ngữ địa phương. Klíma viết, "Đó là nhờ Čapek mà việc sáng tác bằng tiếng Séc đã phát triển gần gũi hơn với ngôn ngữ mà người ta thực sự nói". Ngoài ra, Čapek còn là một dịch giả, và các bản dịch của ông về thơ ca Pháp sang thứ ngôn ngữ này đã tuyền cảm hứng cho cả một thế hệ nhà thơ Séc mới.
Các tác phẩm và vở kịch khác của ông bao gồm những câu chuyện trinh thám, tiểu thuyết, chuyện cổ tích và kịch sân khấu, và thậm chí cả cuốn sách dạy về làm vườn. Những tác phẩm quan trọng nhất của ông cố gắng giải quyết các vấn đề về nhận thức luận, để trả lời câu hỏi: "Kiến thức là gì?" Các ví dụ bao gồm Tales from Two Pockets, và cuốn sách đầu tiên của bộ ba tác phẩm tiểu thuyết Hordubal, Meteor, và An Ordinary Life. Ông cũng đồng sáng tác (với anh trai Josef) lời nhạc kịch cho vở opera Lásky hra osudná của Zdeněk Folprecht vào năm 1922.
Sau Thế Chiến II, tác phẩm của Čapek chỉ được chính phủ Cộng sản Tiệp Khắc miễn cưỡng chấp nhận, bởi vì trong suốt cuộc đời ông đã từ chối chấp nhận chủ nghĩa cộng sản như là một sự thay thế khả thi. Ông là người đầu tiên trong đội ngũ trí thức không Marxist có ảnh hưởng, đã viết một bài báo trong loạt bài "Tại sao tôi không phải là một người cộng sản".
Vào năm 2009 (70 năm sau khi ông qua đời), một cuốn sách được xuất bản gồm nhiều thư từ của Karel Čapek thảo luận về các vấn đề hòa bình và sự phản đối tận tâm nghĩa vụ quân sự của ông với luật sư Jindřich Groag đến từ Brno. Cho đến lúc đó, chỉ có một phần của những lá thư này mới được biết đến.
Arthur Miller đã viết vào năm 1990:
Lần đầu tiên tôi đọc Karel Čapek khi tôi còn là một sinh viên đại học từ những năm ba mươi. Không có nhà văn nào như ông ấy...lời quả quyết mang tính tiên tri với độ hài hước siêu thực và giọng văn châm biếm xã hội cứng rắn: một sự kết hợp độc đáo...được đọc tác phẩm của ông là một thú vui.

Tuy thường được xếp cùng các nhà văn viết tiểu thuyết khoa học viễn tưởng, nhưng Karel Čapek lại có quan điểm khác về văn nghiệp của mình:
Đây không phải là viễn tưởng, mà là hiện thực. Đây không phải là suy đoán về những gì trong tương lai, mà là tấm gương phản chiếu cái đang tồn tại và chúng ta đang sống chung với nó.

## Nguồn gốc của từ robot

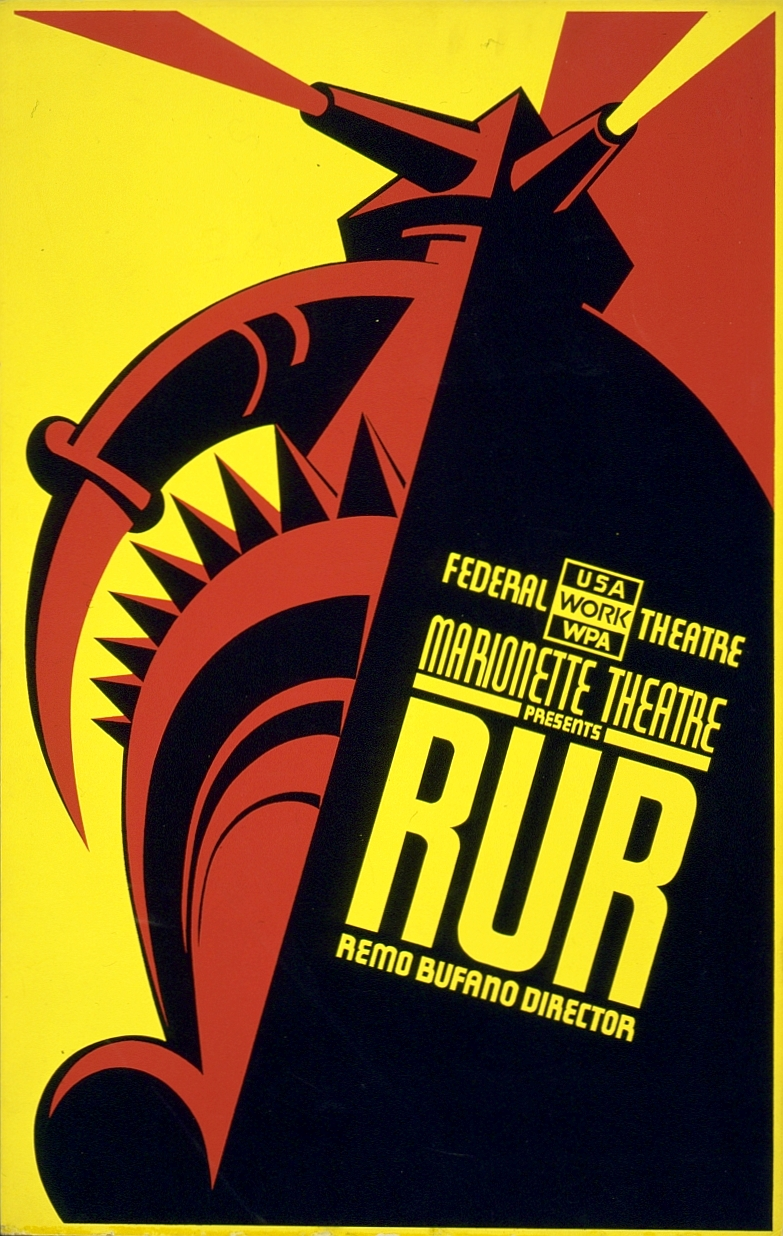
Áp phích vở kịch R.U.R., 1939